# Дамаванд
Дамаванд (перс. دماوند) је угашени стратовулкан на Алборзу који са својих 5.671m нмв. представља највиши врх Ирана и највиши вулкански врх у Азији. Налази се на северу земље, јужно од Каспијског језера и 109km североисточно од Техерана. Врх данас представља велику планинарско-алпинистичку атракцију како међу Иранцима, тако и међу странцима. Постоји најмање 16 утврђених путања до врха, међу којима је најчешћа јужна која је најлакша, док се по дужини истиче североисточна, а по захтевности северна. На трасама успона постоји већи број склоништа која функционишу у склопу иранске планинарске организације, а највеће је Полур које се налази на јужној траси. Иако је сам вулкан угашен, сумпорна испарења при самом врху су готово свакодневна појава и представљају потенцијалну опасност по људе, док се и поред велике надморске висине снег стално задржава само у кратеру на врху. Посебну атракцију Дамаванда чини језеро Лар смештено у његовом подножију као, поглед који често допире до Каспијског језера и скијашки центри који се налазе у између њега и Техерана. Поред тога он има и значајно место у народној традицији пошто се сматра светом планином односно Олимпом Персијанаца, а о укорењености овог веровања међу локалним становницима најбоље сведочи чињеница да се на његовом врху и дан данас могу наћи крвне жртве у облику коза и оваца, иако је Иран строго верска држава.

## Успон на врх
Према последњим истраживањима постоји око шездесетак различитих смерова којима се може стићи до врха, од којих се најчешће користе:
- Јужна (најлакша) рута која креће из Полура или Рејне, води до трећег склоништа (4.100m) преко пастирских колиба и од њега на врх.
- Северна (најтежа) рута која креће из Нандала и води до врха преко склоништа смештених на 4.000 m и 5.000m.
- Североисточна (најдужа) рута која креће из Газанека (око 1.800m) и прати ледничку долину Јакшара до Естела-Сара (око 2.200m), после чега излази на североисточни гребен на Менар (3.726m) или Мазијар (4.150m) и води до јединог склоништа на рути Тахт-е-Ферејдуна (4.320m) из кога се креће на врх.
- Западна рута која креће из Полура уз долину Чулдаре до склоништа Симорг (4.050m) из кога се креће на врх. Посебну драж овој рути даје изврстан поглед на заласке Сунца.